# Patgram
Patgram (en bengali : পাটগ্রাম) est une upazila du Bangladesh dans le district de Lalmonirhat. En 1991, on y dénombrait 155 913 habitants.